# Alberto Setele
Alberto Setele (* 22. November 1935 in Zavala, Mosambik; † 7. September 2006) war römisch-katholischer Bischof von Inhambane.

## Leben
Alberto Setele wurde am 9. August 1964 zum Priester geweiht. Am 20. November 1975 wurde er durch Papst Paul VI. zum Bischof von Inhambane ernannt. Der Erzbischof von Maputo Alexandre José Maria dos Santos OFM weihte ihn am 8. Februar 1976 zum Bischof; Mitkonsekratoren waren Ernesto Gonçalves da Costa OFM, Bischof von Beira und Januário Machaze Nhangumbe, Bischof von Porto Amélia.
Im Alter von 70 Jahren starb er am 7. September 2006.